# Aire urbaine de Decazeville
L'aire urbaine de Decazeville est une aire urbaine française constituée autour de la ville de Decazeville (Aveyron).
En 1999, sa population faisait d'elle la 261e aire urbaine de France.
L’aire urbaine de Decazeville appartient à l’espace urbain de Rodez-Decazeville.

## Caractéristiques
En 2020, l'Insee définit un nouveau zonage d'étude : les aires d'attraction des villes. L'aire d'attraction de Decazeville remplace désormais son aire urbaine, avec un périmètre différent.
D'après la délimitation établie par l'INSEE en 2010, l'aire urbaine de Decazeville est composée de 9 communes, toutes situées dans l'Aveyron.
Son pôle urbain est l'unité urbaine de Decazeville (couramment : agglomération).

### Communes
Liste des communes appartenant à l'aire urbaine de Decazeville selon la nouvelle délimitation de 2010 et sa population municipale en 2016 (liste établie par ordre alphabétique) :
| Nom                 | Code Insee | Statut | Superficie (km2) | Population (dernière pop. légale) | Densité (hab./km2) |
| ------------------- | ---------- | ------ | ---------------- | --------------------------------- | ------------------ |
| Aubin               | 12013      |        | 27,23            | 3 465 (2022)                      | 127                |
| Boisse-Penchot      | 12028      |        | 4,64             | 515 (2022)                        | 111                |
| Cransac-les-Thermes | 12083      |        | 6,91             | 1 464 (2022)                      | 212                |
| Decazeville         | 12089      |        | 13,88            | 5 025 (2022)                      | 362                |
| Firmi               | 12100      |        | 29,13            | 2 333 (2022)                      | 80                 |
| Flagnac             | 12101      |        | 12,93            | 1 081 (2022)                      | 84                 |
| Livinhac-le-Haut    | 12130      |        | 10,97            | 1 102 (2022)                      | 100                |
| Saint-Parthem       | 12240      |        | 20,43            | 406 (2022)                        | 20                 |
| Viviez              | 12305      |        | 6,53             | 1 214 (2022)                      | 186                |

## Évolution démographique
L'évolution démographique ci-dessous concerne l'aire urbaine selon le périmètre défini en 2010.
| 1968   | 1975   | 1982   | 1990   | 1999   | 2009   | 2011   | 2013   | 2015   |
| ------ | ------ | ------ | ------ | ------ | ------ | ------ | ------ | ------ |
| 29 243 | 27 856 | 25 394 | 22 266 | 19 983 | 18 806 | 18 483 | 18 384 | 17 765 |

| 2016   | 2017   | - | - | - | - | - | - | - |
| ------ | ------ | - | - | - | - | - | - | - |
| 17 487 | 17 400 | - | - | - | - | - | - | - |